# Grup M81
El Grup M81 és un grup de galàxies de les constel·lacions de l'Ossa Major i de la Girafa que inclou el conegut parell de galàxies Messier 81 i Messier 82 descobertes en 1774, així com diverses altres galàxies amb brillantors aparents elevades. NGC 2403 és també una altra galàxia espiralada prominent situada en el costat dret del grup. M82 és un exemple d'una galàxia d'"esclat estel·lar" (o en anglès "starburst") - això vol dir que ocorren moltes formacions d'estels en el seu interior
El Grup M81, el Grup Local i altres grups propers es troben dins del Supercúmul de la Verge (és a dir, el Supercúmul Local).

## Galàxies
El grup M81 té les següents Galàxies principalment el parell M81/M82, NGC 2403 i NGC 4236

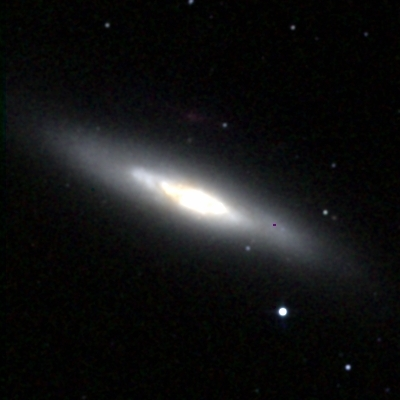
Messier 82

- UGC 3794
- NGC 2366
- UGCA 133
- KKH 57
- NGC 2403/C7
- F8D1
- Holmberg II
- NGC 2537
- M81 Nana A
- UGC 4459
- UGC 4483
- NGC 2787
- FM1
- UGCA 158
- HS 177
- Holmberg I
- UGCA 281
- NGC 2976
- PGC 28529
- Bucle de Arp
- Galàxia de Bode/M81/NGC 3031
- Galàxia del Cigar/M82/NGC 3034
- Holmberg IX
- IKN
- NGC 3077
- UGC 5428
- PGC 29231
- HIJASS J1021+6842
- M81 Nana B
- UGC 5442
- PGC 28731
- DDO 78
- IC 2574
- UGC 5692
- UGCA 220
- UGC 5918
- UGC 6456
- NGC 3738
- NGC 3741
- UGC 7242
- NGC 4068
- PGC 32667
- NGC 4236/C3
- NGC 4605
- UGC 8201
- NGC 6503
- PGC 31286